# 东亚史

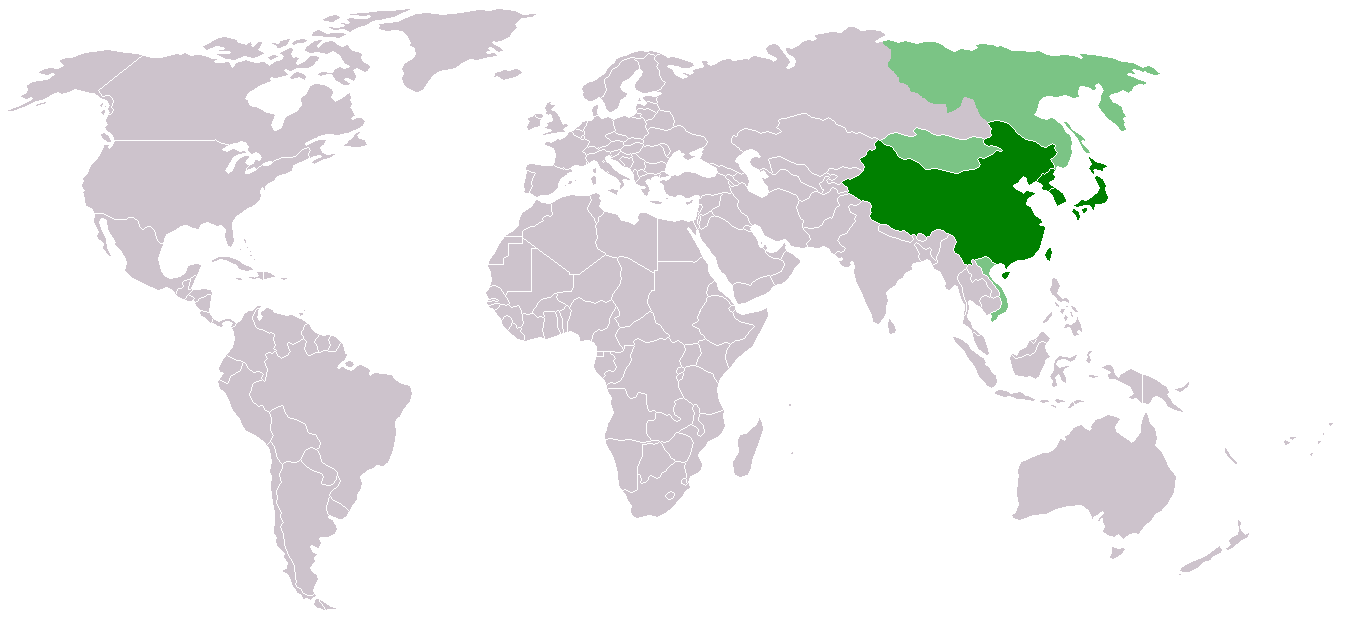
东亚地区的大致范围

東亞史是指東亞地区包括中国大陆、朝鲜半岛、日本列岛、琉球群島、台湾岛、海南岛和蒙古高原等地的歷史。东亚地区是人类的文明摇篮之一，黄河和长江流域较早产生人口稠密的农业社会，孕育出古老的中华文明。以此为中心，凭借西部的青藏高原，西北部的塔克拉玛干沙漠和天山山脉，北部的蒙古高原等地理屏障，东亚地区形成了一个相对独立且封闭的文化圈。
公元前221年中国大陆出现了统一的完全以中央集权制度統治的秦帝國，日本在隋唐之际多次派出遣唐使前来中国学习传统的文化和政治制度。另外，由于中国的中原王朝为了抵御蒙古高原的少数民族开始大修长城，中原和北方少数民族长期隔离并且冲突频发；匈奴、鲜卑、突厥、契丹、蒙古、女真（即後來的滿洲）与中原王朝的冲突尤其显著，其中蒙古人和滿洲人曾一度统治整个中国。
近代以来，东亚国家成为了列强争夺的焦点，唯独日本通过近代化的改革成为世界强国。随后经废藩置县吞并琉球，赢得甲午海战后，迫使清政府签署《马关条约》割让台湾，并继续试图通过武力征服邻国以建立大东亚共荣圈，但以日本战败投降告终。
二战以后日本经济迅速崛起，1978年成为全球第二大经济体。1960年代末至1990年代期间，台湾、韓國、香港發展迅速，与东南亚的新加坡并称亚洲四小龙。80年代中国大陆改革开放后，经济高速发展，于2010年经济总量超越日本，目前是仅次于美国的世界第二大经济体。
21世纪以来，东亚地区发展机遇和矛盾并存，地区合作不断深化，另外，南海问题、台湾问题、朝核问题、钓鱼岛问题也成为地区不稳定的重要因素。

## 史前
距今5万年前，旧石器时代的原始人类就已经遍布东亚地区，北至黑龙江下游（库马拉遗址），东到日本列岛（岩宿遗址）。进入距今1.5万年左右的新石器時代，東亞地區形成了大陆与海岛两大文化区。
- 彭頭山文化：位於華南湖南省北部，存在於公元前75世紀到前61世紀。
- 裴李崗文化：位於華北河南省，存在於公元前7千年到前5千年。
- 公元前47世紀到前29世紀的紅山文化位于东北平原和蒙古高原的衔接地带，主要集中於西遼河上游的潢水和土河的流域，分布面积达20万平方公里。
- 公元前30世紀到前19世紀龙山文化的位于华北平原。
- 櫛文土器時代：位於朝鮮半島，有爭議，因為欠缺密集式農業發展[5]，主要生活模式為狩獵、採集及小規模的耕種[6]。
- 繩文時代：位於日本，同時具備新石器時代和中石器時代文化的特點。
- 大坌坑文化：台灣新石器時代的文化，名稱來自大坌坑遺址。從各遺址或研究所得的推測年代不一，大致上約於7,000年前-5000年前左右。

這時期，當地人类已开始种植小米和水稻。在中國長江及黃河流域，當地居民還開始種植白米、小麥及山药。

## 上古
約前26世紀～前22世紀初，據東周時代文獻記載為五帝時期（黄帝、颛顼、帝喾、尧、舜），然而，此說在史學界有爭議。
約前22世紀末～約前17世紀初，為夏朝。西方漢學界和考古學界對此持不同看法。
前1600年左右，商朝在中國的黃河流域建立，文字和青銅器開始出現。
前1046年武王伐紂，建立周朝，隨後周在疆域內開始以宗法制度和封建制度建立社會秩序。
前770年，周平王東遷，中國進入春秋戰國時期，各國開始互相攻伐、兼并，弱汰強存，宗法制度和封建制度逐漸崩潰。同時期，開始廣泛使用鐵器。前5世紀左右儒學出現。
早在公元前8世纪，已经有船员从山东穿越渤海海峡到辽东，并沿朝鲜的海岸航行，来往于各个岛屿之间。公元前710年，朝鲜发生饥荒，很多朝鲜人坐船来到今山东境内的鲁国和齐国购买粮食，山东地区成为海上活动的中心。
前221年，秦始皇統一了中國，隨後的制度變革使中国首次出現完全以中央集权制度統治的帝國。秦始皇统一中国本土后开始反击北方的匈奴，命蒙恬率三十万大军北伐，占领河套地区，并且修建大规模的防御工程——长城。此举造成了中原王朝与北方游牧民族的长期隔离。在南方地区，秦朝以讨伐百越为主，当时百越族在現今的浙江南部有东瓯国、现在的福建有闽越国、广东与现在的越南有古南越国、广西有西瓯国与雒越。秦灭六国的时候，降伏了东瓯、闽越并且设置郡县。秦始皇统一全国后，派兵讨伐南越西瓯，即秦征百越之戰。前214年秦派军攻百越时，越南北部的安阳王也向秦朝臣服，秦朝遂在越北地区设置象郡。但同时，越北仍有土著不愿臣服，致力抵抗。秦末政局动荡，南海郡郡尉赵佗乘机建立南越国。南越国在越南历史里又被称为赵朝。秦始皇死后，秦朝迅速陷于崩溃，前209年爆发了陳勝、吳廣領導的民變，即大泽乡起义。大泽乡起事失败后原楚国贵族项梁、項羽继续攻伐秦帝國控制的城池。
前206年，秦朝的末代君主子嬰向劉邦投降，秦朝灭亡。之后在中国北方地区项羽和刘邦进行了四年的争夺战争，史稱楚漢戰爭。前202年項羽自刎，漢朝建立，史称西汉，定都长安。西汉建立后实行郡国制，内部封国的势力很大，在汉景帝时期爆发了吴楚七国之乱，很快被大将平定。西汉初期，北方的匈奴统一了蒙古高原。在中国南方，赵佗建立了南越国。漢武帝時對外擴張，前111年西汉滅南越國，在當地实行直辖统治，设立交趾刺史，辖境横跨中国广东、广西、海南及越南的北、中部。位于越南北、中部的交趾、九真、日南三郡便属于它的管治范围。中国的战国末期，燕国的将军卫满率移民进入朝鲜，并成为箕子朝鲜的宰相。于前194年在平壤一带建立卫氏政权，推翻了箕子朝鲜的政权，称“卫滿朝鲜”。前109年，汉武帝从海陆两路进攻朝鲜，未成功，又从海陆两路增派援軍，前108年夏，部分大臣叛变投降，朝鲜右渠王（卫满的孙子）被杀，卫满朝鲜灭亡。汉武帝在卫满朝鲜领域内设置汉四郡。漢元帝以後，西汉开始衰落。

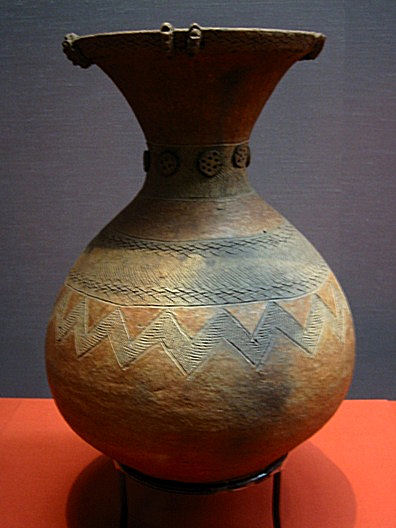
彌生式陶器

在日本群岛，前3世纪左右至公元3世纪前后的期间被称为弥生时代。在这一时期，以种植稻米为中心成立的农耕社会，由北部九州至日本列岛各地快速蔓延开。弥生时代，根据陶器的形式，可分为前、中、后三期。前期从九州扩展到近畿一带（东日本尚处于绳纹时代末期），中期波及到东北地方。扁平片刃石斧等磨制石器、青铜器和前期北九州的支石墓等类似于大陆文化。弥生文化从一开始就具有先进的农耕技术，通常认为它受到了来自朝鲜、吴越与中原汉人的移民的影响。中期以后灌溉技术进步，农业生产渐趋稳定。后期，铁制农具普及，石器基本消失。铜铎、铜剑、铜矛、铜戈等青铜祭器发达，出现制铁和制盐等社会分工。通过交易和战争等，形成了统一的政治性的地区集团。此时北海道尚不能种植水稻，仍处在绳纹文化阶段。
西元25年，西汉的皇族後裔刘秀击败了王莽的势力，再次统一中国，重建汉朝，定都洛阳，史称东汉。此后，东汉与匈奴再次发生冲突，窦固以班超出使西域，班超在西域长驻三十多年，运用外交手段去联络和威攝西域諸國。但匈奴人亦同样在开展类似的行动，推翻各国亲汉的政权，再与新政权结盟。双方不断地反复攻防。88年，车骑将军窦宪击破北匈奴，登燕然山。91年，窦宪派兵再次出击，于金微山大破北匈奴单于主力，北单于仓皇逃窜不知所终，从此扫除数百年来匈奴对汉朝北方边境的威胁，汉朝国势也再一次到达汉武帝时期的鼎盛。佛教也在此时传入中国。日本弥生时代中期，日本诸国中的奴国国王曾向汉朝朝贡，并为东汉光武帝赐以金印。

## 中世
184年中國發生黃巾之亂，隨后中国境内紛紛割據，中央集权遭到破坏，东汉中央政权名存实亡。东汉丞相曹操率兵统一了中国北方。曹操欲進兵南方时，与南方的军阀刘备与孙权在赤壁之战中失败，形成三足鼎立的局面。220年漢朝滅亡，中國進入了三國時代。239年時日本的邪馬台國向魏國朝貢。280年西晉短暫的統一中國，但隨後中國便陷入長達300年的戰亂時代。
两汉之时，华戎杂居，中国北方胡族中的匈奴、鲜卑、羯、氐、羌等在汉末三国时期大量进入黄河流域。中国的西晋末年，爆发了永嘉之乱，西晋灭亡，中国再次陷入分裂的局面。大量塞北民族遷入中國北方，紛紛獨立建國，先后在黄河流域建立了十幾个国家，史称十六国。同时，西晋的皇族司马睿带领北方的大量世族南迁，与江南地区原有的世族出现了冲突。北方的侨姓世族持续侵犯江南经济，并限制南方世族入仕朝廷，江南世族在政治及经济上的冲突仍在延续。加上世族对下等寒门的歧视、与朝廷分庭抗礼；中央与藩镇对立及野心家崛起，使得东晋一朝始终动荡不安。北方地区陷入了前所未有的大混乱。352年，前秦氐族人苻健称帝，定都长安。後來宣昭帝苻坚在位時，重用汉人王猛为相，加强中央集权，提升经济，并且逐步消灭北方的前燕、前涼、代國等政權，统一了北方地区。383年在与东晋的淝水之战中失败，北方再次陷入混乱。420年南方东晋大将刘裕废晋恭帝自立，建国宋，史稱劉宋，东晋至此灭亡，进入“南北朝时期”。此时北方仍处于五胡十六国时期，直至439年北魏统一北方形成南北朝对峙格局。
在南方，先后有宋、齐、梁、陈四个政权的更迭，南朝的门阀士族由盛而衰，南朝的皇权比较强大，使得门阀始终不能左右政局。北朝承继五胡十六国，为胡汉融合的朝代。北朝后期，关陇地区的世族不断发展，最终形成了包括后来的北周、隋朝、唐朝的始祖在内的关陇军事贵族集团，并长期影响中国的政治。577年，北周武帝统一了中国北方，581年，北周的贵族杨坚篡位，建立隋朝。
在日本， 5世纪时，原始的经济所有制关系开始崩溃，大家族发展为生产单位和动产所有单位，原有部族内部发生利害矛盾。从五世纪中期起，畿内强大部族间的内战激化。到6世纪，继体天皇系统的新兴势力统一畿内东部各部族，确立了大王的地位。日本全国各地修造的古坟超过十万个。古坟的主体部分也采用横穴式石室。从6世纪末到7世纪初，倭王权在畿内尽力建造寺院，同时限制修筑小古坟群，大王和强大的豪族则葬于模仿中国皇帝陵墓而建的大型方坟，古坟时代临近结束。
在朝鲜半岛，5世纪高句丽在好太王和长寿王统治期间进入鼎盛时期。同时，佛教在384年从高句丽传入百济。

### 儒文化国家的繁盛

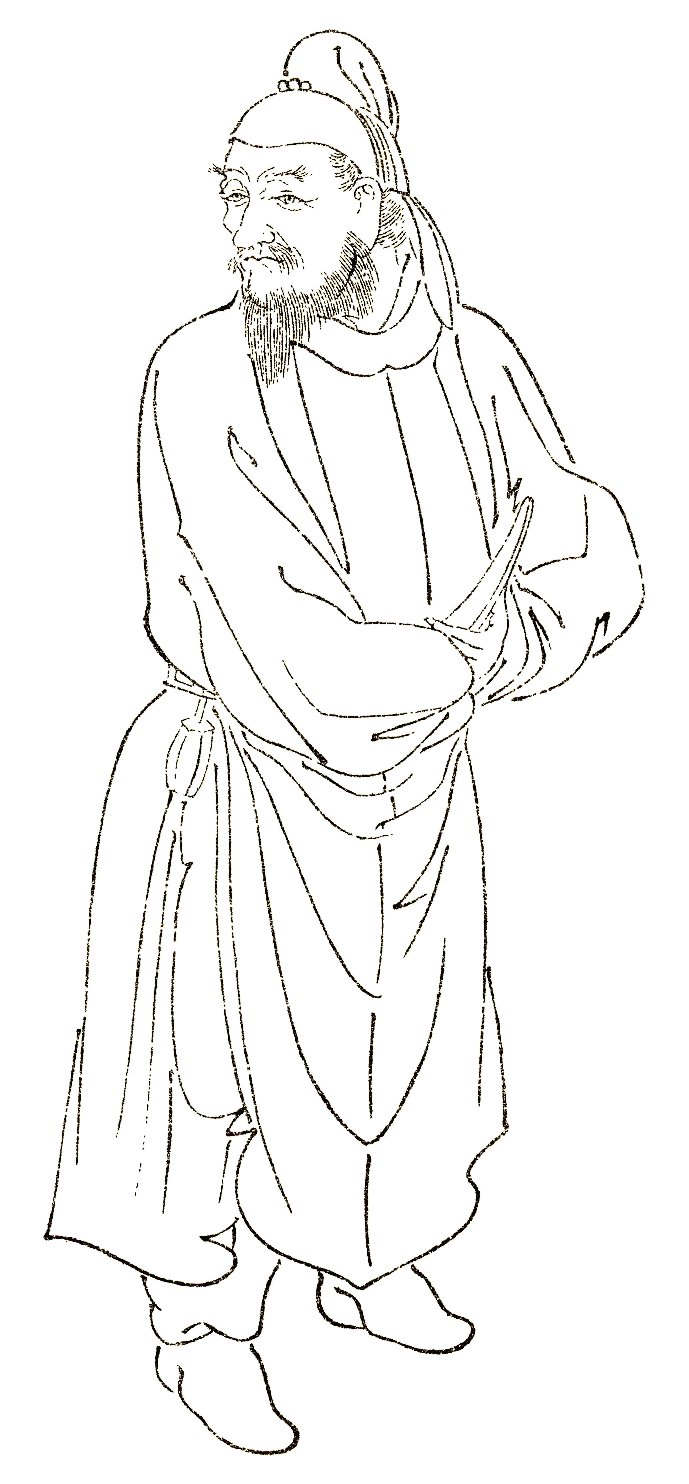
日本的遣唐使阿倍仲麻吕

4世紀中期左右，朝鮮半島進入了由高句麗、新羅及百濟所組成的三國時代。
隋朝统一中国后隋文帝在598年下令正式废除魏晋以来的九品中正制，開始了科舉制度。584年，为了提升关中地区的物资运输能力，隋文帝命宇文恺兴建广通渠。并以此为序幕，带动一系列修建运河的工程，最终成就了隋唐大运河。开皇盛世气象恢宏磅礴，隋文帝又下令修建大兴城（即后来的唐长安城）。在蒙古地区，突厥汗国于隋初强大，开始侵扰中国内地，隋朝被迫修长城。582年突厥杀入长城。583年隋朝分八路北伐突厥。599年东突厥突利可汗战败降隋，611年西突厥处罗可汗亦降隋朝。605年隋将韦云起率突厥兵大败契丹，基本解决北方外患。中国西北地区，位于陇西青海一带的吐谷浑汗国也时常入侵隋朝。596年隋文帝派光化公主与吐谷浑和亲以安抚，608年隋炀帝派军占领吐谷浑，史称隋与吐谷浑之战。隔年隋炀帝西巡张掖，置河源（今青海兴海东南）、西海（今青海湖西）、鄯善（今新疆若羌）与且末（今且末西南）四郡。602年，隋文帝派交州道行军总管刘方率兵南下，刘方随后遣使劝降，后李南帝李佛子因畏惧而率军投降，被刘方缚送隋都长安，与其他将领一同被斩首，北越南地区遂受隋朝统治。隋炀帝时，605年，隋群臣有言林邑国多奇宝者林邑，隋帝乃授刘方驩州道行军总管，领兵击败林邑。
在日本，592年，和苏我氏有姻亲关系的皇族女性丰御食炊屋姬即位为推古天皇。她提名圣德太子（马厩门王子）为摄政进行了以加强皇权为核心的政治改革。圣德太子制定了十二阶冠位和十七条宪法，奠定了中国式的官僚制度的基础，并受儒家影响，首先使用天皇名号；同时还派遣遣隋使和留学生到隋朝学习。
朝鲜半岛南部的百济与新罗是隋朝的藩属国，他们希望能借助隋朝的力量制服高句丽。当时倭国（即日本，时为飞鸟时代）正值改革派的圣德太子执政，两国之间虽然因帝王称呼问题在外交上发生“礼仪之争”，但并未严重影响双方关系。隋朝征讨高句丽，是因为高句丽意图扩张势力；而隋朝希望建立朝贡体制，高句丽不听号令，于是双方兵刃相见，史称隋与高句丽的战争。隋朝总共对高句丽发动四次征战，导致数百万人丧生，引起国内人民对隋炀帝的强烈不满。其中在第四次攻高句丽时爆发隋末民变，隋将相继叛变，隋朝趋向灭亡。

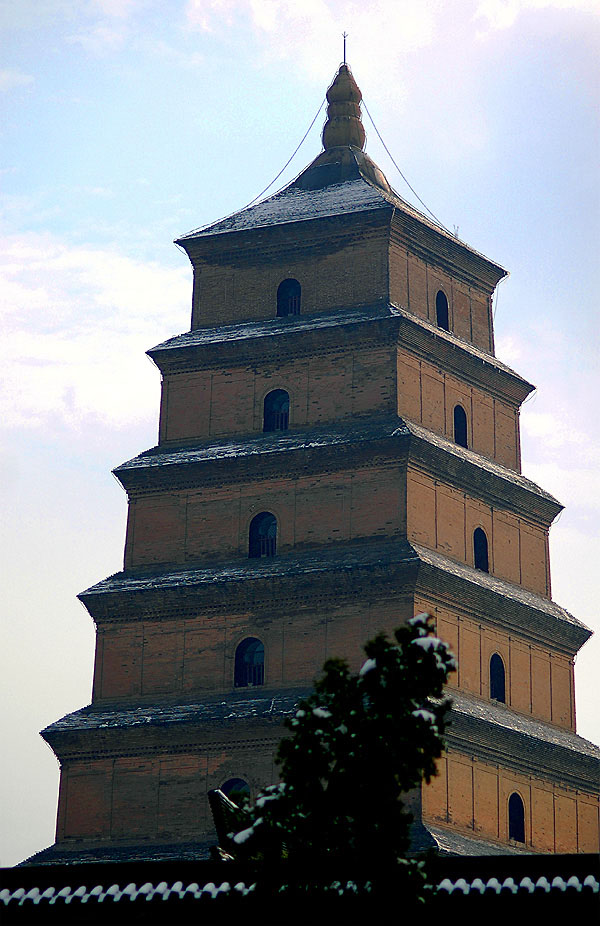
唐長安大雁塔

618年隋朝滅亡，唐朝建立。624年，李世民陆续消灭中国的割据势力，再次统一了中国。627年，李世民在唐朝统治集团内部的斗争中胜出并获得皇位。此后中国进入了长期的稳定繁荣时期。唐初，中国北方的突厥族南下，唐太宗积极对付突厥，627年东突厥的藩属薛延陀、回纥、拔也古、同罗诸部改立薛延陀部为可汗，突利可汗也归降唐朝。629年，唐朝将领李靖率骑兵奇袭攻灭东突厥。635年，李靖攻占吐谷浑，657年唐朝派苏定方攻下西突厥汗国，641年文成公主与中国西南的吐蕃政权松赞干布通婚。唐朝與新羅同盟，百濟與日本同盟，660年百濟被滅，663年百濟復國勢力和日本盟軍在白江口之战被唐朝新羅盟軍打敗。668年，高句麗也被唐軍消滅。灭亡高句丽后，唐朝试图在朝鲜半岛建立统治导致罗唐战争。新罗最终打退唐朝统一朝鲜半岛大部分，定都庆州，史称“统一新罗时代”。在中国，唐朝被武则天所取代，政局陷入混乱，712年，唐玄宗李隆基即位，李隆基在位前期，人口大量增长，物产丰富，史称开元盛世。对外方面，改善与吐蕃、东突厥、契丹与奚的关系，推行和亲政策。755年爆发安史之乱，中国北方的经济和社会受到很大打击，同时，土地制度和军事制度受到破坏。此后唐朝衰落。
在中国的东北地区，唐与高句丽的战争最终使高句丽灭亡之后，唐朝控制了今嫩江—松花江一线以南的中国东北和朝鲜半岛的大同江以北的土地，而新罗则控制了朝鲜半岛的大同江以南的土地。高句丽遗民纷纷反唐，复兴高句丽。696年5月12日，契丹夷离堇、松漠都督李尽忠（契丹人）反唐，降唐的契丹大将李楷固追击粟末靺鞨人至天门岭，被大祚荣击败，大祚荣借此于在粟末靺鞨与高句丽故地的忽汗州敖东城建国称王，自称震国王，都旧国（今吉林省敦化市敖东城），史称靺鞨国。大祚荣多次遣使向长安称臣，唐玄宗于713年赐封大祚荣为“渤海郡王”，又以其所居之忽汗州，加封为“忽汗州都督”。大祚荣立刻将国名更改为渤海，以忽汗州（号上京龙泉府，今黑龙江省宁安市西南东京城）为上京，史称“渤海国”。在日本，645年，中大兄皇子（天智天皇）和中臣镰足（藤原镰足）合谋刺杀苏我入鹿，结束了苏我氏的专权。同年，孝德天皇即位，颁布大化改新诏，推行大化革新。668年，天智天皇即位，模仿唐朝建立户籍管理制度，并于670年制作了最早的全国性户籍。672年，天智天皇驾崩，儿子大友皇子即位弘文天皇。天智天皇的弟弟大海人皇子与其争位，爆发战争，史称壬申之乱。大海人皇子在岐阜县击败弘文天皇，即位天武天皇。天武天皇时期，日本出现了历史上最早的钱币富本钱。701年，颁布大宝律令。710年，元明天皇迁都平城京，飞鸟时代结束。经济制度上，庄园制度让开垦耕地的人永久拥有耕地，他们结合成利益集团，更武力兼并庄园，渐成各地武家实力的来源。
通過絲路貿易，西域、印度和中東的文化傳入東亞。新羅、日本與渤海國通過遣唐使，傳進了中國的制度、文化和技術。造紙術則經由751年的怛罗斯战役傳入了西方。

## 近世

### 东亚民族政权的兴起与融合

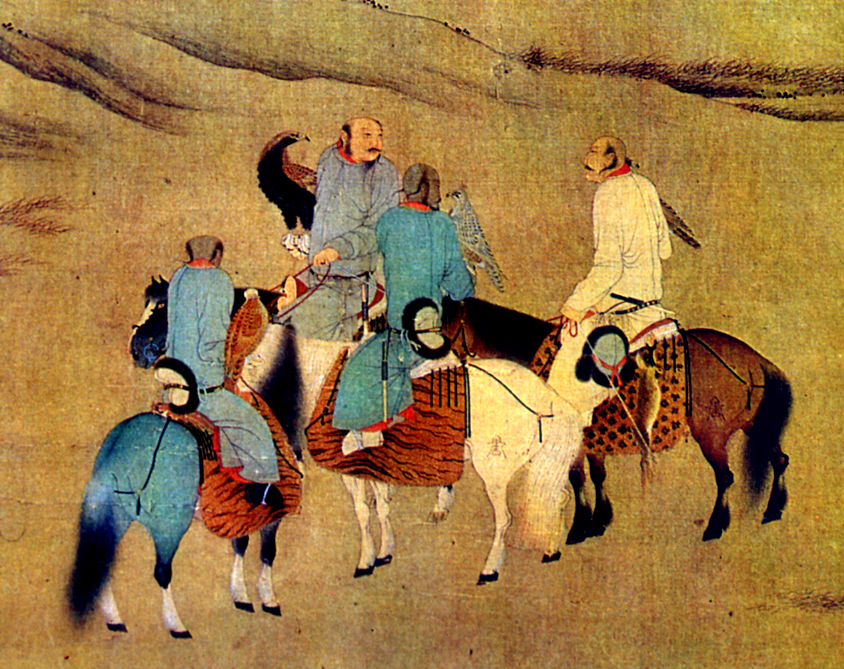
遼代胡瓌描繪的《出獵圖》。契丹人对于古代中国以及东北亚的历史产生了重要影响。

10世紀初，唐朝、新羅及渤海相繼滅亡。936年高麗統一了朝鮮半島。
在中国，晚唐时契丹迭刺部的首领耶律阿保机崛起并征服各部，907年取代痕德堇可汗。916年建立契丹国。唐朝灭亡后，中国北方相继出现了五个国家，南方与北方的山西还有十个国家，合称五代十国。930年，契丹国东丹王耶律倍南逃后唐，辽太宗统一了契丹。936年后唐发生内乱，河东节度使石敬瑭以自称儿皇帝、割让幽云十六州为条件，请求辽太宗支援攻打后唐。契丹国获得幽云十六州后，将幽云十六州建设成为进一步南下的基地。947年正月十日，契丹军攻克后晋首都开封，契丹国占领大部分的中原地区。960年，赵匡胤建立宋朝，史称北宋。北宋初期，加强中央集权，改以文官治军，并将军权与财政大权全部集中到中央。两宋因此得以避免唐时藩镇割据的局面。979年，北宋统一了中国本土地区。北宋统一中原地区后开始对北方的辽朝用兵，宋太宗时期用兵失败，采取守势。此时北方的辽朝国力达到全盛，开始南侵进入宋朝，最后宋辽双方订立了“澶渊之盟”。在中国的西北地区，党项族开始崛起。李元昊于1038年不再臣服宋朝，称帝建立西夏国。宋夏之间爆发持续数年的战争，宋军屡战屡败。宋夏战争不利后，宋仁宗任用范仲淹、富弼、韩琦等名臣推行庆历新政，在对外政策上，任用大将狄青，先后弭平南蛮壮族侬智高叛乱和西夏的挑衅。北宋进入立国以来最繁荣的阶段。然而，一些守旧派人物指称这些改革派官吏拉帮结伙，互相吹捧，是为朋党。宋仁宗一向厌恶廷臣结党营私，这些新政官员后来多被贬为地方官，短暂的庆历新政就此结束。后来即位的宋神宗锐意图治，启用著名改革派大臣王安石推行新法，王安石推行的新法包括均输、青苗、免役、市易、保甲、保马、方田均税等。但是，新法的效果參差，因此遭到以司马光为首的保守派的强烈反弹。此时，中国东北地区，女真族的一支完颜氏统一了部落，1115年完颜阿骨打建立了金朝，1125年和1127年辽朝和北宋相继灭亡于金朝。
在朝鲜半岛，9世纪末，各地发生了民變，900年，将领甄萱称王，建立了后百济国，定都光州；901年起义的僧侣金弓裔称王，于新罗北及西北建泰封国，定都铁原，国号“泰封”。泰封国、后百济和原新罗并称为“后三国时期”。918年泰封国将军王建发动政变，后统一后三国建立高丽王朝，新罗时代结束。此外，中国北方的辽朝和金朝都与朝鲜半岛的政权有过武装冲突。
在中国，北宋灭亡后，女真族的势力进入中国华北地区，北宋的皇族南下建立南宋，与西北的西夏保持稳定局面。此时辽朝的后裔在中国的新疆和中亚地区建立了西辽，西南的吐蕃陷于分裂，云南地区还存在白族建立的大理国。在蒙古地区，蒙古乞颜部开始崛起，其首领铁木真统一了蒙古高原，于1206年建立大蒙古国。大蒙古国的建立，打破了中国境内各政权之间的均势，使得处于分裂状态下的中国出现了统一的趋势。

### 蒙古在大陆的崛起与扩张

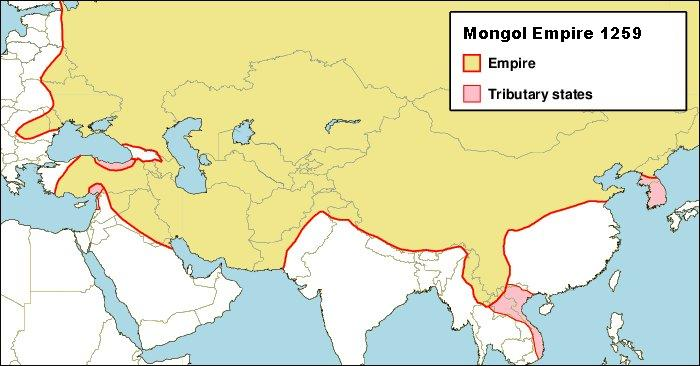
鼎盛時期的蒙古帝国。蒙古的崛起对于中国、朝鲜半岛和日本的历史进程产生了极其重要的影响。

13世紀初，蒙古的成吉思汗在蒙古高原崛起。1206年建立大蒙古国，从1211年开始，蒙古的势力开始进入中国的华北与东北。1227年蒙古帝國滅掉了中国西北的割据政权西夏，1234年蒙古大汗窩闊台滅金朝，中国北方地区被蒙古所统一。1231年，蒙古開始侵略高麗，并迅速攻占除开最南端外的全部高丽王国领土，高丽王室退守汉城城外的海域附近的江华岛。之后，高丽国分为主战派和主和派，并且已经臣服于蒙古帝国。但是当时半岛上的高丽三别抄义军一直抵抗到1275年才臣服。窝阔台灭金之后，兵分三路大举入侵南宋，史称窝阔台攻宋之战；另一路征伐高丽国；但窝阔台不幸于1241年12月去世，蒙古军撤军，之后所占疆土为南宋军队收复。后来经历乃马真脱列哥那、贵由汗、斡兀立海迷失的统治，期间对南宋的攻打限于边境的侵袭战争；到1251年蒙哥汗即位，才开始再次大幅扩张。在旭烈兀西征的同时，蒙哥于1258年率三路大军征伐南宋。1259年7月27日蒙哥在四川合州的钓鱼城之战中久攻不下，在战斗中中流矢身亡。正在进攻鄂州的蒙哥的之弟忽必烈和从安南入侵南宋的兀良哈台军遂北返，忽必烈在开平自称大汗。在战胜也自称大汗的弟弟阿里不哥之后，1267年忽必烈开始营建大都，1285年建成。1271年改国号为大元。至此，忽必烈一支的蒙古势力完全向中原地区转移，开始受到儒家文化的影响。1264年至1279年，元朝灭掉中国境内最后一个政权南宋。在朝鲜半岛，高丽毅宗和高丽明宗时期，武臣们大多兼任了文臣在朝廷中的官职，高丽进入了武人时代。至1275年高丽已臣服于元朝，成为其属国。因为高丽是元朝的藩属国，所以高丽王位的继承者，必须送到元大都在元朝以蒙古人的方式长大成人后，方可回到高丽。
在日本，此时受到了来自東亞大陆的蒙古势力的严重威胁，1274年，忽必烈任命忻都为征东都元帅统率蒙古兵，汉兵以及高丽军开始远征日本。依当时的日本年号称抵御元军第一次进攻的战事为“文永之役”，第二次为“弘安之役”。这两次入侵也以北九州为主要战场。当时元朝舰队是世界史上最大规模的舰队。为了应对强大的蒙元军队而进行的全国范围动员，使得日本的经济和军事都处于重压之下，资源使用已经到了极限，幕府也无法充分赏赐抗元将士，加剧了国内武士集团间的矛盾，埋下了镰仓幕府统治体系于14世纪前半叶瓦解的背景。
在中国，元朝的统治逐渐稳定，对西藏、云南等地区实行了有效的统治。元成宗下令停止征讨日本与安南。元成宗死后由于没有皇太子即位导致后来长期的围绕皇位继承而带来的政治混乱，沉重打击了蒙古势力的统治，期间，在元仁宗时期和元英宗时期开始以中国传统的儒家文化治理国家。元顺帝时期由于长期混乱导致汉族在江南地区开始反抗蒙古的统治。

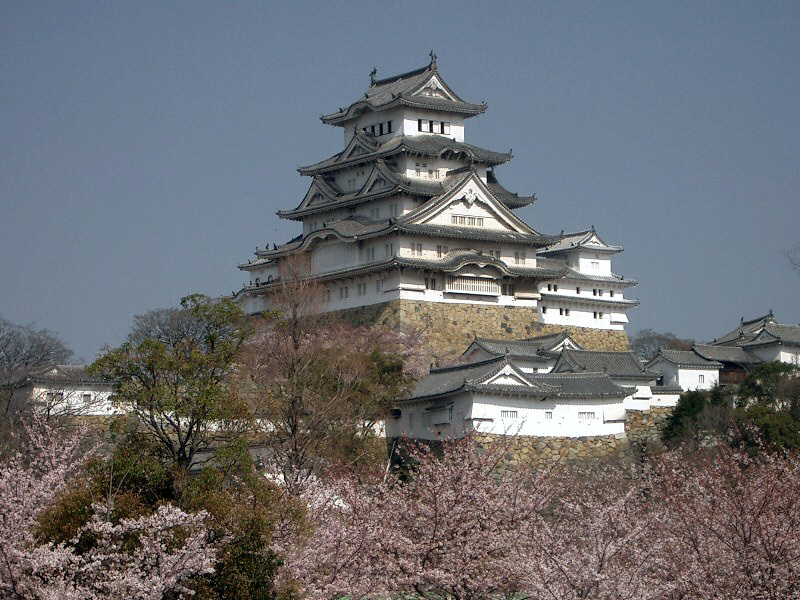
日本姬路城

1368年，在反抗蒙古的斗争中胜出的朱元璋建立了明朝，同年推翻了元朝在中国的统治。元朝廷北遷退回大漠(今天的蒙古地區)，史稱北元。1392年，李成桂的朝鮮王朝成立。当时北方除了元顺帝据有漠南、漠北，关中还有元将扩廓帖木儿驻守甘肃定西，此外元廷还领有东北地区与云南地区。明太祖为了占领北方，采取兵分二路，各个击破的方式，此即明太祖第一次北伐。元顺帝战败后于1370年在应昌去世，元昭宗爱猷识理达腊即位后北逃至漠北和林。明将冯胜夺取了甘肃地区。然而元将扩廓帖木儿仍然在漠北多次与明将徐达等人作战。1378年四月，元昭宗去世，继位的元天元帝继续和明朝对抗，屡次侵犯明境。1387年，明朝发动第五次北伐，经过多次战争，1387年10月，纳哈出投降蓝玉，明朝占领东北地区。镇守云南的元朝梁王把匝剌瓦尔密，在元廷退回草原后仍然继续效忠。1371年明太祖派汤和等人领兵平定据有四川的明玉珍。1381年12月，明军攻入云南，1382年梁王逃离昆明并自杀，随后明军攻克大理。1388年元天元帝被阿里不哥后裔也速迭尔杀害，蒙古政權不再使用年号及大元国号，北元亡。14世纪末到15世纪初，中国明朝的燕王朱棣和李氏朝鲜的王子李芳远均通过武力政变的方式获得了国家最高统治权，1399年，燕王朱棣发动靖难之役，于1402年取得胜利并登基为帝。1407年，中國明成祖出兵佔領越南，1428年明軍被逐出，後黎朝建立。1471年滅南部的占婆，但1527年越南又南北分裂。另外，蒙古高原在北元灭亡后开始出现瓦剌和鞑靼两部，瓦剌逐渐崛起并与中国本土发生了冲突，1449年瓦剌在土木之变中俘虏了明朝的皇帝朱祁镇，此后瓦剌衰落。1506年，鞑靼大汗达延汗统一了漠南蒙古，后人称其为蒙古的“中兴之主”。与此同时，在东南沿海，自中国元朝末期到明朝中后期，日本的海盗和武士與中國沿海的平民组成的倭寇袭扰中国东南，造成了中國東南的動盪。
在日本，1590年丰臣秀吉統一日本，戰國時代結束。1592年和1597年，日本的丰臣秀吉兩次侵略朝鮮，在明朝援助下，日軍在1598年被逐出了朝鮮半島。1600年石田三成與德川家康，雙方在關原之戰中交手，結果德川家康大獲全勝，成為全國實際的統治者。1603年天皇下旨封其為征夷大將軍，至此進入江戶時代。此後的德川幕府進入了鎖國時代，除了在九州仍維持與中國、荷蘭、朝鮮和琉球的貿易之外。

### 近代前夜的東亞各國

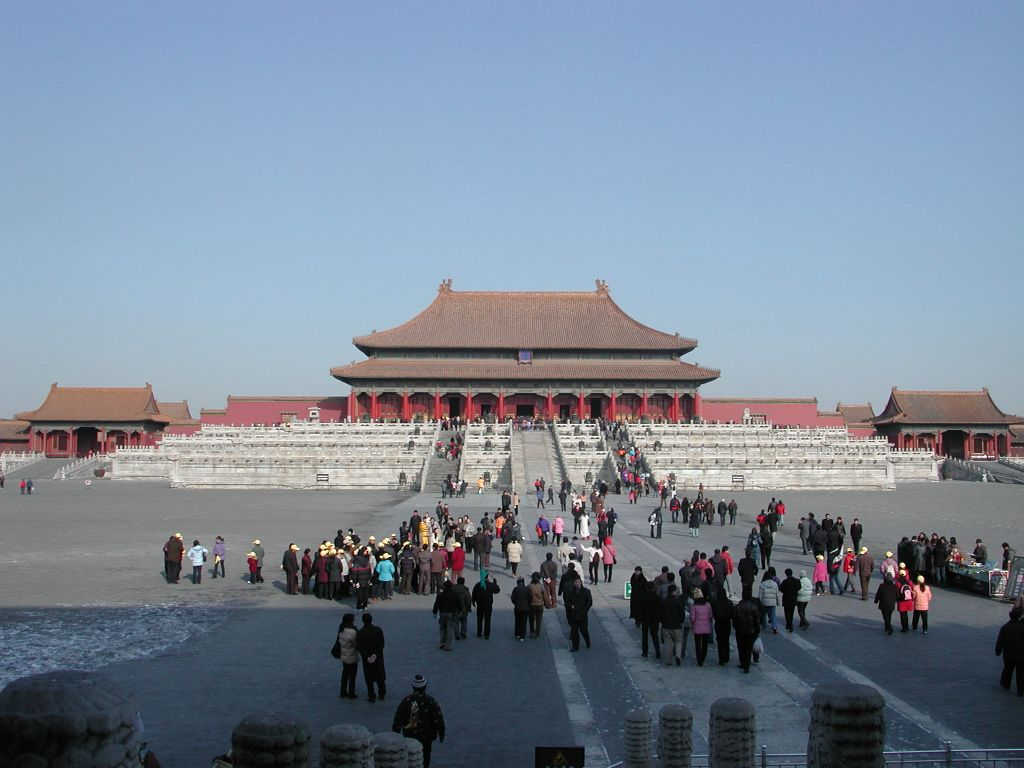
北京紫禁城

在中国的东北地区，16世纪末，东北的女真族势力结束了分裂状态并开始崛起。1616年，女真族首领努尔哈赤统一女真诸部后建立後金并且自明獨立。明朝对后金用兵失败并且处于守势，并且后金击败了漠南蒙古，将其纳入了版图。1636年，努尔哈赤之子皇太极定国号为“大清”。另外，后金（清）于1627年和1636年两次攻打朝鲜半岛的李氏朝鲜，李氏朝鲜开始脱离明朝的藩属地位而成为清朝的藩属国。因为日本和清朝的入侵，李氏朝鲜开始采取闭关政策。同一時期，西方的殖民势力开始染指东亚，1553年，葡萄牙人取得了澳门的居住权，1624年荷蘭殖民者佔領了台灣。1644年，明朝灭亡，清軍攻入北京，开始了满族王朝統治中國的时期。随后到1661年为止，清朝基本统一了中国大陆。1662年，在中國大陸沿海地區抵抗清軍的南明延平郡王鄭成功驅逐了佔領台灣的荷蘭人，开创了明郑时期。之后，清朝南方的三个汉将开始叛乱，史称三藩之乱。因为清朝的入侵，李氏朝鲜酝酿北伐清朝的计划，但未果。1683年，清朝攻佔了台湾，明鄭滅亡。与此同时，沙皇俄国的势力逐渐东来，与清朝发生冲突，清朝与朝鲜一起反击俄罗斯，中国与俄罗斯签订了一系列条约以确保中国北部的领土，但是俄罗斯与中国接壤造成了后来俄罗斯与东亚国家之间长期的冲突。之后，中国在康熙、雍正、乾隆时期达到全盛，史称“康乾盛世”。期间清朝统一了整个蒙古地区，并且在新疆和西藏建立起了稳固的统治；明末出走到俄国的土尔扈特蒙古开始回归中国。1757年，中國開始閉關自守，只開放廣州對外貿易。1771年，越南西山朝成立，統一南北越南。
在朝鲜，国家得到暂时的复兴，实学在朝鲜开始兴起。在日本，江户时代中叶，幕府财政陷入困境，德川吉宗实行享保改革暂时恢复了财政，却又再度恶化，在这之后的宽政改革、天保改革等企图改善，但却未解决根本。伴随着货商经济的发展，化政文化等的町人文化盛行的另一边，以往以米的年贡为基本收入的大名与旗本转为贫穷化。大名实行藩政改革，长州藩与萨摩藩在靠此改革成功后被称呼为雄藩。

## 近代

### 西方国家的到来

1841年中清军水师与英国海军在穿鼻湾激战

19世纪以来，西方资本主义国家对外扩张殖民地的愿望愈加激烈，而处于的东亚国家仍然在小农占据绝对优势的制度之下独立发展。在中国，1840年，英國在鴉片戰爭打敗了清朝，雙方於1842年簽訂了《南京條約》，清朝割讓香港岛。1856年到1860年爆发了第二次鸦片战争，中国半殖民化的程度加深。此后，清朝的政局发生变动，慈禧太后和洋务派开始上台，开始了长达三十年的洋务运动。
在日本，也仍处在小农经济的封建時代，日本天皇并无实权，执政的德川幕府仍然实行闭关锁国的政策。德川幕府末期，天灾不断，并且伴随着幕府统治的腐败，导致民不聊生。当时德川幕府财政困难，使大部分中下级武士对幕府日益不满。这时西方资本主义列强也开始染指日本。美国和俄国首先到来，1853年美国海军将领马休·佩里率领四条蒸汽船闯进日本的江户湾，迫使日本打开国门，对外通商，日本上下惊慌失措，史称“黑船事件”。黑船来袭之后日本的国门也被打开，封建制度开始解体，西南的四强藩开始酝酿倒幕运动，消灭德川幕府的势力，依靠天皇进行近代化的改革。
在朝鲜，西方的势力仍然不断骚扰。19世纪以来，李氏朝鲜不断衰退，1863年以来高宗的父亲兴宣大院君不断强化锁国政策。1866年，法国的势力首先到达朝鲜半岛，法国派舰队攻打江华岛，史称“丙寅洋扰”。1871年,美国派兵到江华岛，要求朝鲜就“舍门将军号事件”向美国道歉，遭到拒绝后发展成为武装冲突，朝鲜的伤亡惨重，史称“辛未洋扰”。1876年，日本在明治维新后迫使朝鲜签订了《江华条约》，取得了一系列的特权。外强的入侵和朝鲜腐败统治使民众不满。

### 改革以及冲突的加剧

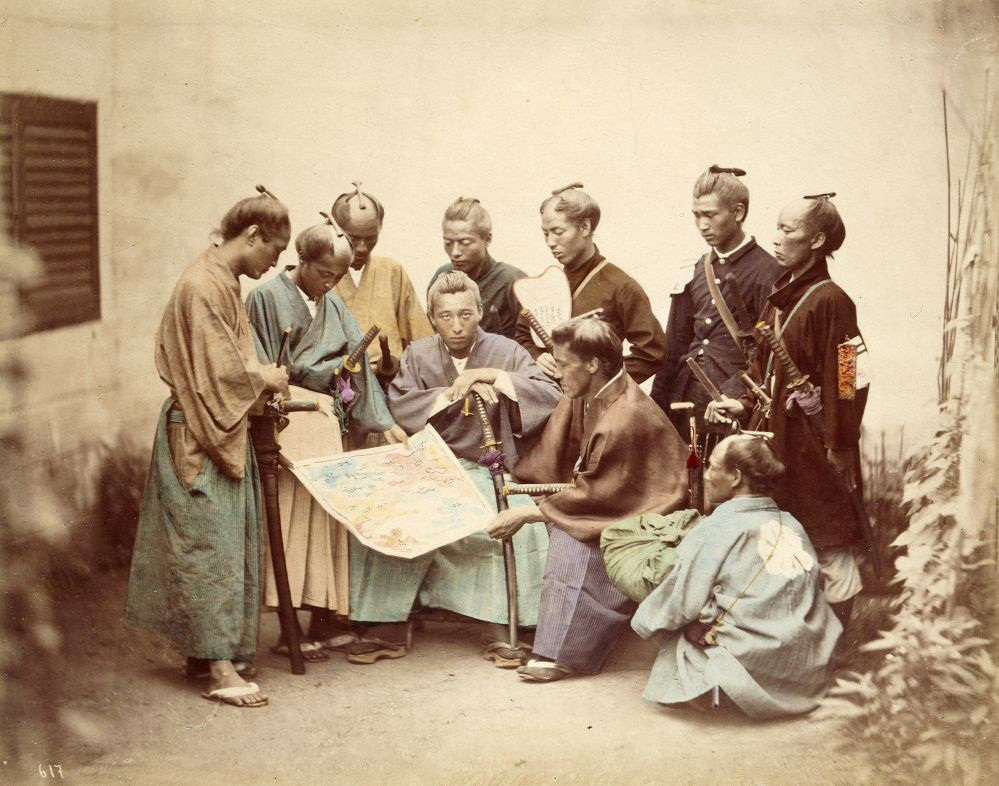
戊辰戰爭中薩摩藩的藩士

在中国，西方国家暂时放松了对中国的侵略，洋务派以“自强”、“求富”为口号进行洋务运动，主要是引进西方的军事工业和管理技术，对西方的政治制度，则一概不涉及。在此期间，清政府扑灭了内部的太平天国叛乱，以及全国各地的反清起义。而且此时汉族地主的地位得到了前所未有的提高。1880年代，法国开始染指中国的藩属国越南，被中越合力击退，史称中法战争。与此同时，中国也越来越受到了日本的威胁。
在日本，倒幕运动之后，大政奉还，天皇得到了实权，开始与中下级武士一起进行近代化的改革。在政治方面，建立中央集权式的政治体制，天皇拥有无限权力。实行“废藩置县”政策，将日本划分为三府七十二县。经济上，政府鼓励工商业的发展，这一时期，家族企业发展迅速。文化上学习欧洲，实行“文明开化”。一系列近代化的改革史称“明治维新”。但是明治维新使日本逐渐欧化，并且开始走向对外扩张的军国主义道路。
随着日本的不断富强，与中国的冲突开始不断加剧，1871年发生了牡丹社事件，经过本次事件，清朝体认到台湾的重要性并且对统治台湾的态度有极大的转变，开始在台湾设立行省，并且进行了十年的积极建设。1894年，朝鲜爆发东学党起义，朝鲜节节败退被迫向清朝乞援。日本认为发动战争的时机已至，诱使清朝出兵朝鲜。清军镇压了朝鲜的起义后，日本没有撤军，并且挑起了中日甲午战争。清朝战败，1895年签订了《马关条约》，割讓臺灣予日本。日本透過理蕃政策的武力征伐，台湾原住民各政權亦紛紛因此納入日本殖民地。中国的战败，使得日本内部的民族优越主义抬头，也使得朝鲜王朝和中国的宗藩关系彻底瓦解。1897年，大韩帝国成立，但是朝鲜逐渐被日本左右。1898年，中国的康有為、梁啓超等維新派主持了僅一百多日的戊戌维新运动最终失败，也令部分中國知識分子開始尋求以革命改變政治體制，期望中國因此富強。1899年，中国扶清滅洋的義和團事件發生，翌年八國聯軍攻入北京，辛丑條約簽訂。1904年日本在与俄罗斯争夺中国东北以及朝鲜半岛特权的日俄戰爭中打敗了俄羅斯帝國，確立了東北亞的勢力範圍。1910年日本通过《日韩合并条约》兼併了大韩帝国。

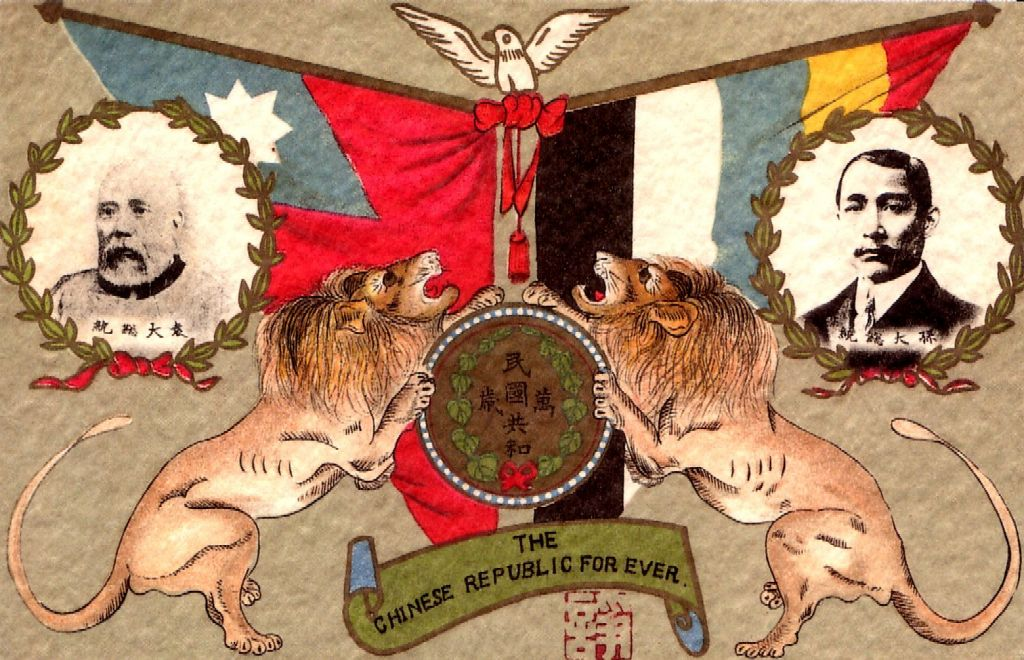
宣传海报《民国共和万岁》，绘有孙中山和袁世凯的头像。

在中国，随着民族危机的加深，1911年，辛亥革命爆發，清朝在全国的统治瓦解，同时，蒙古地区（外蒙古）开始从中国分裂出去。1912年，清帝退位，清朝滅亡，中華民國成立，袁世凱任大總統。1916年，袁世凱意圖稱帝失敗，不久去世，中國陷入了軍閥混戰的狀態。一战之后，日本企图独占中国，对中国的威胁逐渐加深。20世紀20年代初期，马克思主义传入中国，中国产生了共產主義政党中国共产党，之后孙中山领导的中國國民黨与中国共产党合作。1926年中國國民黨開始北伐割據的軍閥，1928年成立國民政府，1930年中原大戰後才算名義上大致統一中國。期间，中国共产党开始领导工农武装割据，對抗国民政府。
在蒙古地区，辛亥革命后，蒙古开始脱离清朝独立，1921年蒙古人民革命党在苏联红军的帮助下建立“人民革命政权”，1924年蒙古人民共和国在蘇聯支持下獨立。之后在乔巴山等人的领导下建立了共產政權。
在朝鲜半岛，1919年3月1日，朝鲜因日本禁止在学校内使用朝鲜语，展开大规模反抗活动。柳宽顺等青年发表“三一独立宣言”，这些独立活动引起国民对日本的反抗，史称“三一运动”。同年，韩国独立运动领导人先后在俄罗斯的海参崴、中国上海、汉城成立临时政府。最后，三处临时政府合并于上海，成立“大韩民国临时政府”。从1932年起，朝鲜共产党人金日成领导的游击队在苏联的支持下于中国东北开展抗日游击活动，金日成抗日部队曾在1937年占领朝鲜北部的普天堡。

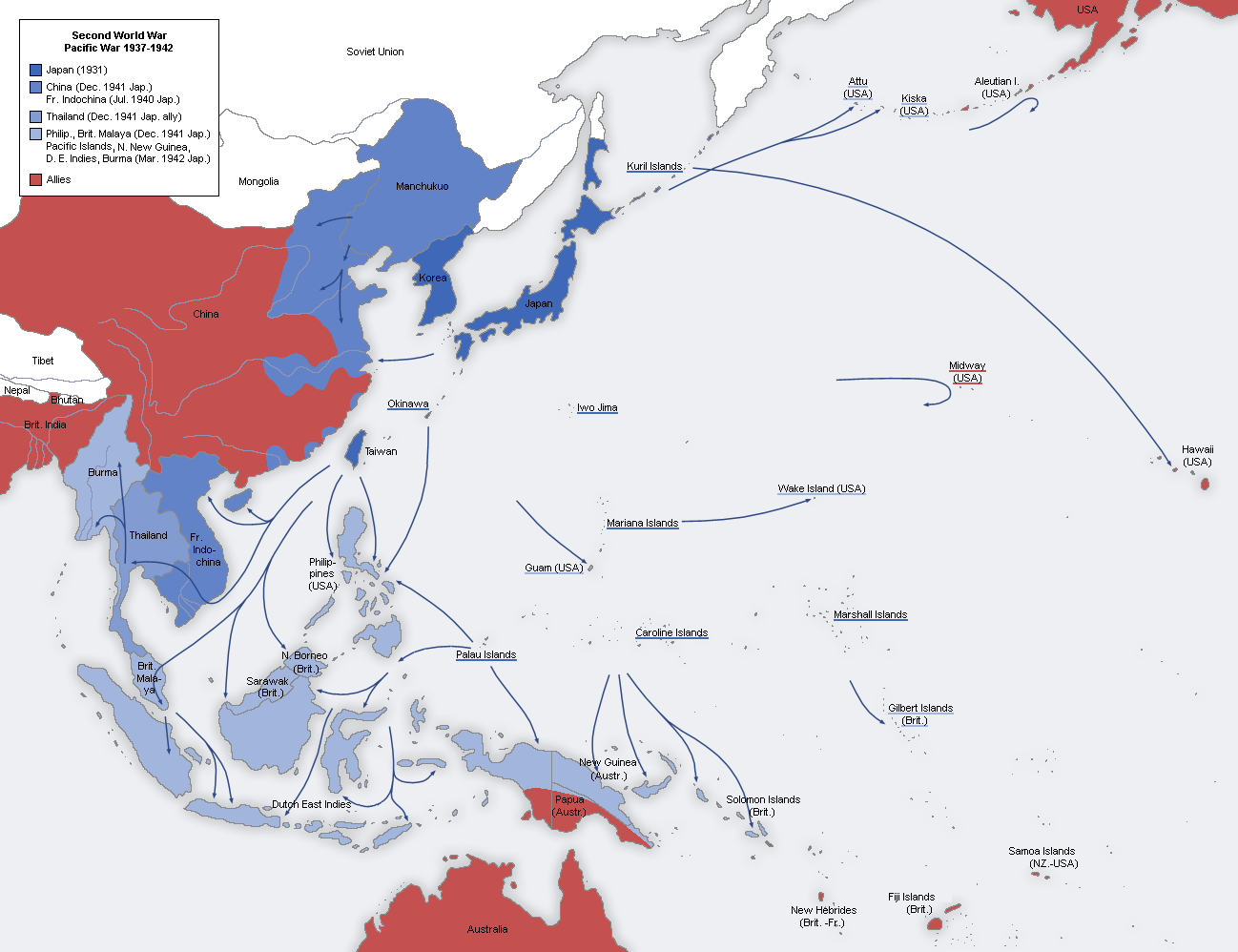
日本的推进状况，截至1942年中旬。

1929年爆发的世界经济大危机对日本的经济也产生了巨大的冲击，在此背景之下，日本的法西斯势力开始抬头，军国主义的思想迅速滋长。1931年，日本發動了侵占中国东北的九一八事變，迅速占领了中国的东三省，翌年聯合滿清皇族成立了滿州國，不断对中国长城沿线的领土进行蚕食，國民政府對此以忍讓為國策。1936年日本发生了“二二六兵变”标志着法西斯主义者登上了统治地位。同年底，幾乎被國民政府剿滅的中國共產黨說服國軍的將領扣押蔣中正，迫使蔣答應停止殲滅中國共產黨，兩黨一致抵抗日本，史稱西安事變。1937年7月7日卢沟桥事变發生，中日雙方本欲停戰，後因諸多緣由，日本政府改變政策開始大規模侵略華北，國民政府也決定不再忍讓，中日戰爭於同年8月全面爆發。
1938年，日本于张鼓峰事件中首次入侵苏联的领土，苏联部队也随即与日军展开交战（并未全面宣战）。随后日本计划迅速以武力的方式攻占欧洲位于亚洲的殖民地地区，并随即建立一个延伸至太平洋中线的大型防卫圈。在中國戰場，日本佔領華中後，中日雙方進入僵持階段。1941年日本偷襲珍珠港，日本隨即迅速攻占泰国和马来亚地区以及香港等地。这一系列的袭击促使美国、英国、澳大利亚和其他同盟国国家正式对日本宣战。随后的太平洋战争中，日本的海军力量被美国打击殆尽，1945年美國在廣島和長崎投下原子彈，日本無條件投降。滿州國滅亡，中華民國接管臺灣。同年，聯合國建立，中華民國成為常任理事國。日本在美國佔領下，1946年通過和平憲法，成為民主國家。

### 战后的冲突以及民族国家的独立
在中国大陸，日本投降后，中国共产党与中国国民党之间的矛盾迅速成长。1945年8月14日，中華民國国民政府和苏联签订《中苏友好同盟条约》：中国政府承认蒙古人民共和国的獨立，换取苏联将中國東北交还给国民政府，并承诺不支持中国共产党。1945年8月28日，毛泽东与周恩来等赴陪都重庆开始国共两党就和平建国等问题举行会谈，国共双方于10月10日签署《双十协定》。隨後，国民政府頒布中華民國憲法，开始实施宪政。1946年第二次国共内战爆发。1947年3月开始，蒋中正集中兵力主動向解放区发动攻擊。內戰中後期，政府统治区的经济发生大混乱，货币贬值及通貨膨脹严重，学潮运动迭起，中國國民黨和蔣中正的民望迅速滑落。中国共产党在东北地区站穩腳跟後，從蘇聯接收了日本遺留下來的武器，发起遼瀋戰役，最后包围锦州，占领沈阳，控制了东北，随后在淮海战役中全歼国军，国军元气大伤。之后北平守将傅作义投誠中共，北平被中共占领，平津战役结束。至此，长江以北大部为中共所占据。之后，在国民党内部产生了“劃江而治”的议论，议论随即消失。1949年4月，中共渡过长江，占领了中華民國政府的首都南京，1949年10月1日，中共聯合民主黨派建立了中华人民共和国。同年，中華民國政府宣佈遷臺，韓戰爆發後，中華民國政府在美國軍事和經濟援助下，中國共產黨最終無力攻占臺灣，導致台湾与大陆长时间的隔离。
在朝鲜半岛，1945年日本投降时，朝鲜半岛以北纬38度线为界，分别由苏联红军和美国陆军接收。三八线以南成立了美国军政厅，以北则由苏联军事政府统治。因此，1947年秋，美国在联合国提出朝鲜半岛问题，联合国通过一项决议，要求朝鲜半岛举行自由大选，选出政府后，占领军撤军。1948年，选举仅在南部举行。在选举结果的基础上，8月15日，大韩民国宣布成立。北部反应迅速。9月9日，在苏联的支持下，金日成宣布成立朝鲜民主主义人民共和国。1950年，朝鮮民主主義人民共和國在金日成的领导下进攻韩国，朝鲜战争爆发，美国在仁川登陆后介入战争，随后中国共产党也在朝鲜的求援下派出軍隊以志願軍的名義参戰。1953年，參戰雙方签订停战协定，此后，朝韩之间关系一直恶化，冲突不断持续。朝鲜半岛的战争和分裂是在美国和苏联集团“冷战”的大背景下发生的，是冷战时期的世界情况的缩影。

## 現代

### 50-60年代的重建与恢复
在中国大陸，中华人民共和国建立后开始恢复经济并鞏固共產政權。1950年代初，进行镇压反革命运动，铲除反对势力。1953年开始，中国共产党领导下实行土地改革，并开始仿照苏联实行“五年计划”和工业化。1956年实现了社会主义改造，建立起了社会主义制度。外交上，西方国家孤立和封锁中华人民共和国政府，承認統治臺灣地區的中華民國政府為全中國的代表，所以中华人民共和国政府积极推行一边倒的外交路线，全面倒向苏联和社会主义阵营，并且援助各社会主义国家和新兴独立国家的共产主义活动。在此期间，中华人民共和国政府确立了對西藏的實際控制。军事上，发生了金门炮战及中印边界冲突。但是，中共在1958年開始大躍進政策，导致经济受到挫折，发生了三年大饑荒。1966年-1970年代由毛澤東發動的文化大革命，更重挫當地的傳統文化、社會秩序、法律和教育體系。
在台湾，中華民國政府陆续将部队重心放在台湾、澎湖、金门、马祖上，并坚持对中国共产党实际控制的中国大陆地区拥有主权。政治上，政府嚴格控管言論，並壓制反對勢力，史稱台灣白色恐怖時期。在经济上則推行一系列改革，推动《耕地三七五减租条例》、公地放领和耕者有其田等土地改革政策稳定农业。开始推行市场集成的现代经济制度。
在日本，战后经济满目疮痍，民不聊生。但是美国将日本作为了远东地区反对共产主义的跳板，转而对日本进行经济援助和扶植，日本政府也抓住这一机遇，并且推行人才强国的战略，加强教育。并且这一阶段，日本在美国的支配下，废除了原来的專制主义的残余，实现了民主化。
在韩国，朝鲜战争之后，出现了短暂的民主政权，1961年，朴正熙为首的一批少壮派将校发动五一六军事政变，军人集团替代了平民官员掌权，第二共和国被推翻。军人集团宣布，反共产主义重新成为国策，修复与美国的关系，严肃处置腐败和不端行为，重新建设独立经济。1966年，韩美签订条约，正式从法理上使美军驻韩合法化。
在朝鲜，朝鲜战争结束后，朝鲜试图进一步强化其统治，一方面他们积极宣扬仇美思想，另一方面，扩张对金日成的个人崇拜，主体思想也于1950年应运而生。金日成为了强化统治地位，铲除了党内的反对势力，并且奉行共产主义，并且反对资本主义，建立了社会主义制度。但是此后朝鲜的经济一直落后于韩国。

### 日本、韩国、台湾的迅速崛起
在日本，经济迅速恢复和发展，1955年开始的神武景气做为起点后续的岩户景气、伊弉诺景气接续展开，在制造业为龙头下日本经济快速成长。日本的國民生產毛額（GNP）在1968年超過西德，成為世界第二經濟大國。但是1973年，全球爆发第一次石油危机，日本经济陷入混乱，1974年经济增长率锐减，战后以来的经济高成长宣告终结。主要出口产品由钢铁转为汽车。1970年代后，日本长期维持巨额贸易出超，而美国在贸易上长期赤字。此后，根据广场协议，日元不得不升值而导致经济不景气。1980年代后，因为金融环境宽松，景气持续强劲，导致股票价格和地价大幅攀升。即泡沫经济。1990年代，资产价格（股票价格、地价）急剧下跌，受泡沫经济崩溃引发的后遗症影响，大量的家庭在泡沫高点贷款买了房子而陷入负资产，从此日本经济长期低迷被认为是“失落的十年”。2000年代初，日本采用量化宽松的货币政策；到2002年后，受外国需求上升的拉动，日本经济情况稍为改善，然而2008年全面爆发的金融海啸影响外国需求，2008年中到2009年初每月外销均以1/4的累进速率下滑，制造业信心指数达到-58的历史低点，各项数据也超过泡沫经济时的低点，日本著名的汽车业虽没有像美国汽车业几乎破产但是也爆出二战后首次亏损，之后的2009-2011年间受累于全球低迷日本又累进损失了1100多万个工作职缺。
在韩国，经济在停战之后，迅速发展，开创了举世瞩目的“汉江奇迹”。汉江奇迹的迅速发展是在朴正熙执政期间。朴正熙按照韩国国情开展了新乡村运动和五年计划，使得韩国的农业和工业得到快速的发展。朴正熙掌权期间还提出了“对待工人要像对待家人一样，做工厂的工作要像做自己的事一样”的口号，为当时韩国人的精神力量，使得韩国工人以当时美国工人十分之一的成本创造出2.5倍于美国工人的生产率。1979年10月26日，朴正熙被其好友韩国中央情报部部长金载圭暗杀，结束其长达18年的独裁统治。
在台湾，自1960年代起，台湾轻工业发展快速，重工业则居于次要地位。政府为了吸引投资增加出口换取外汇，还设立加工出口区来增加外贸收入。 到了蒋经国时代，为摆脱石油危机，政府致力推动十大建设，为台湾石化业与重工业打下良好的基础，此时恰逢越战，美国向台湾订购大量物资，这些因素都促使台湾经济快速起飞。由于经济发展成功，台湾遂晋身亚洲四小龙行列，亦达到新兴工业化国家水准。1970年代，西方紛紛與中華民國政府斷交，中華民國政府也退出了聯合國，至此，臺灣社會各界對國家前途的觀念開始改變，反抗中國國民黨的一黨專政以及蔣氏威權統治的黨外運動日益蓬勃。1980年代後半，黨外人士宣布成立民主進步黨，政府隨後宣布解嚴、開放黨禁、放寬報禁。1990年代，政府進行一連串政治改革、增修憲法，允許民眾直選總統，也變更憲法上對中國大陸地區的定義，將原本視之為叛亂地區，改為默認中國共產黨對大陸地區的治理。1980年代末政府允許民眾返中國大陸探親，1990年代開放海峽兩岸交流和民眾赴大陸旅遊。由於兩岸的分隔、兩岸意識形態的差異和政治人物的引領，1990年代起臺灣民眾的國族認同漸漸由中國向臺灣改變。2000年民進黨在總統大選勝選，中華民國政府實現第一次政黨輪替。

### 中国大陆的高速发展
在中国大陆，1970年代起中华人民共和国政府和西方國家建交，並取代中華民國政府在聯合國的代表權。1976年9月，毛泽东逝世，毛泽东时代结束，之后“四人帮”被捕，文化大革命也随之结束。文化大革命结束后，中国大陆的经济建设开始步入正轨。1970年代后期是华国锋执政的过渡阶段，期间邓小平复出，继而主持工作。1978年前后，中国大陆开始在农村和城市进行经济改革，并且随着中美关系的缓和而改革开放，在中国的东南沿海地区陆续开放了深圳、珠海、汕头、厦门、海南五个经济特区，经济逐渐得到好转。但是经济发展的同时也出現制度的问题。1989年爆发了六四事件，之后江泽民成为中国共产党中央委员会总书记。1992年邓小平南方讲话之后中国开始逐步建立社会主义市场经济体制。1997年初，邓小平逝世，同年7月1日，中华人民共和国政府接受英國移交香港的主权。1999年12月20日，中国对澳门恢复行使主权。2001年，中国加入了世界贸易组织（WTO）标志着中国的经济发展对世界其他地区的影响逐渐加强。2003年中華人民共和國向太空發射載人宇宙飛船神舟5號成功，成為世界第三個將人送上太空的國家。
2008年9月25日中華人民共和國向太空發射載人宇宙飛船神舟7號成功，成為繼美國、俄羅斯後，第三個有太空人進行太空漫步的國家。21世纪的第二个十年以来，美国对中国的南海问题、中日之间钓鱼岛争端的强硬干涉成为地区不稳定的重要因素。

### 各地区歷史
- 中國歷史
- 北京历史
- 上海历史
- 天津历史
- 重庆历史
- 山东历史
- 河南历史
- 江蘇歷史
- 浙江歷史
- 福建歷史
- 广东歷史
- 香港歷史
- 澳門歷史
- 臺灣歷史
- 滿洲歷史
- 雲南歷史
- 宁夏历史
- 西藏歷史
- 新疆歷史
- 蒙古歷史
- 日本歷史
- 琉球歷史
- 朝鮮歷史
- 越南歷史

### 双边關係史
- 臺灣與中国大陆關係
- 闽台关系
- 台日關係
- 台湾与琉球關係
- 台韓關係
- 中日關係
- 中越關係
- 中韓關係
- 中朝關係
- 朝鲜半岛南北關係
- 中港关系
- 山东与韩国关系

### 其它
- 漢字文化圈
- 朝贡体系
- 《东亚三国的近现代史》